# Filobasidiales
Filobasidiales é uma ordem de fungos da classe Tremellomycetes. A única família desta ordem, Filobasidiaceae, inclui quatro espécies. Distinguem-se de outras espécies tremeloides por não apresentarem um basidiocarpo macroscópico.
Uma espécie desta família parece ser interessante do ponto de vista de aplicações biotecnológicas. Filobasidium floriforme possui a capacidade de produzir lipases que poderiam ser utilizadas na produção de biocombustíveis.